# 15500 Анантпатель
15500 Анантпатель (1999 FO26, 1993 TL47, 1995 KE, 15500 Anantpatel) — астероїд головного поясу, відкритий 19 березня 1999 року.
Тіссеранів параметр щодо Юпітера — 3,475.